# استقرار سمت-ارتفاعی

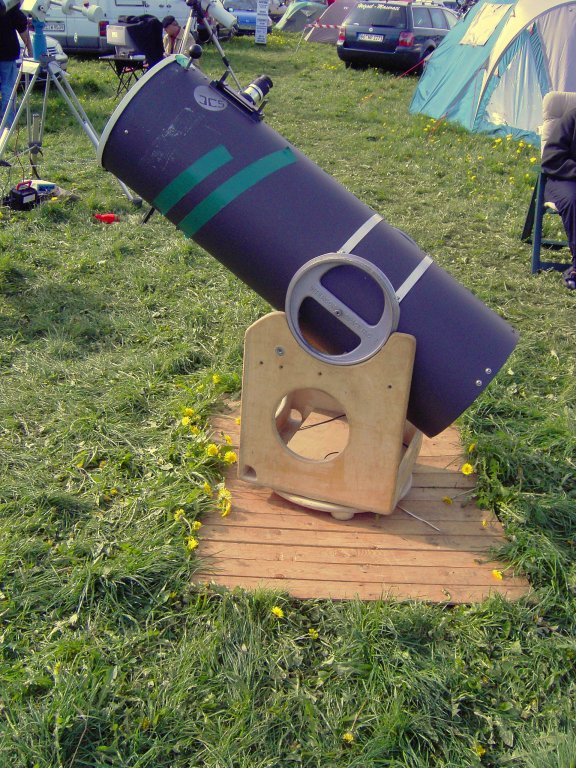
تلسکوپ بازتابی نیوتونی با استقرار سادهٔ سمت-ارتفاعی

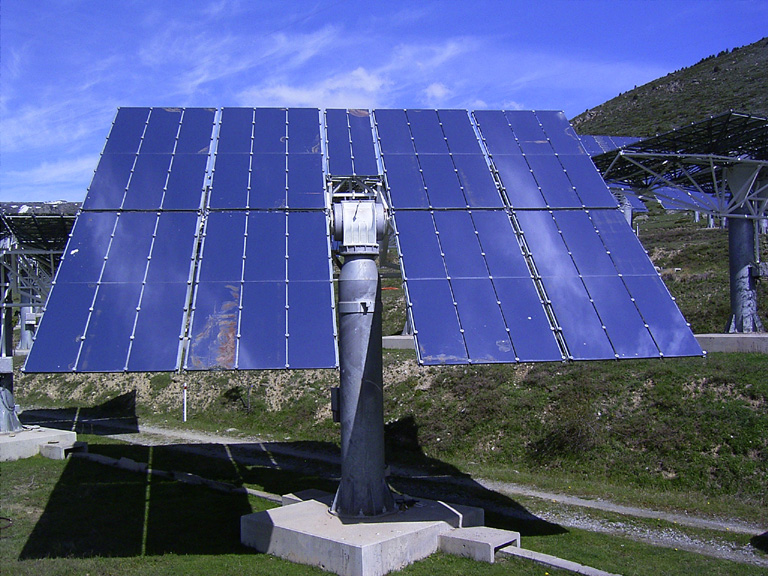
یک خورپا در فرانسه. آینه دارای استقرار سمت-ارتفاعی‌ست. جهت نشانه‌گیری آینه عمود بر سطح آن است.

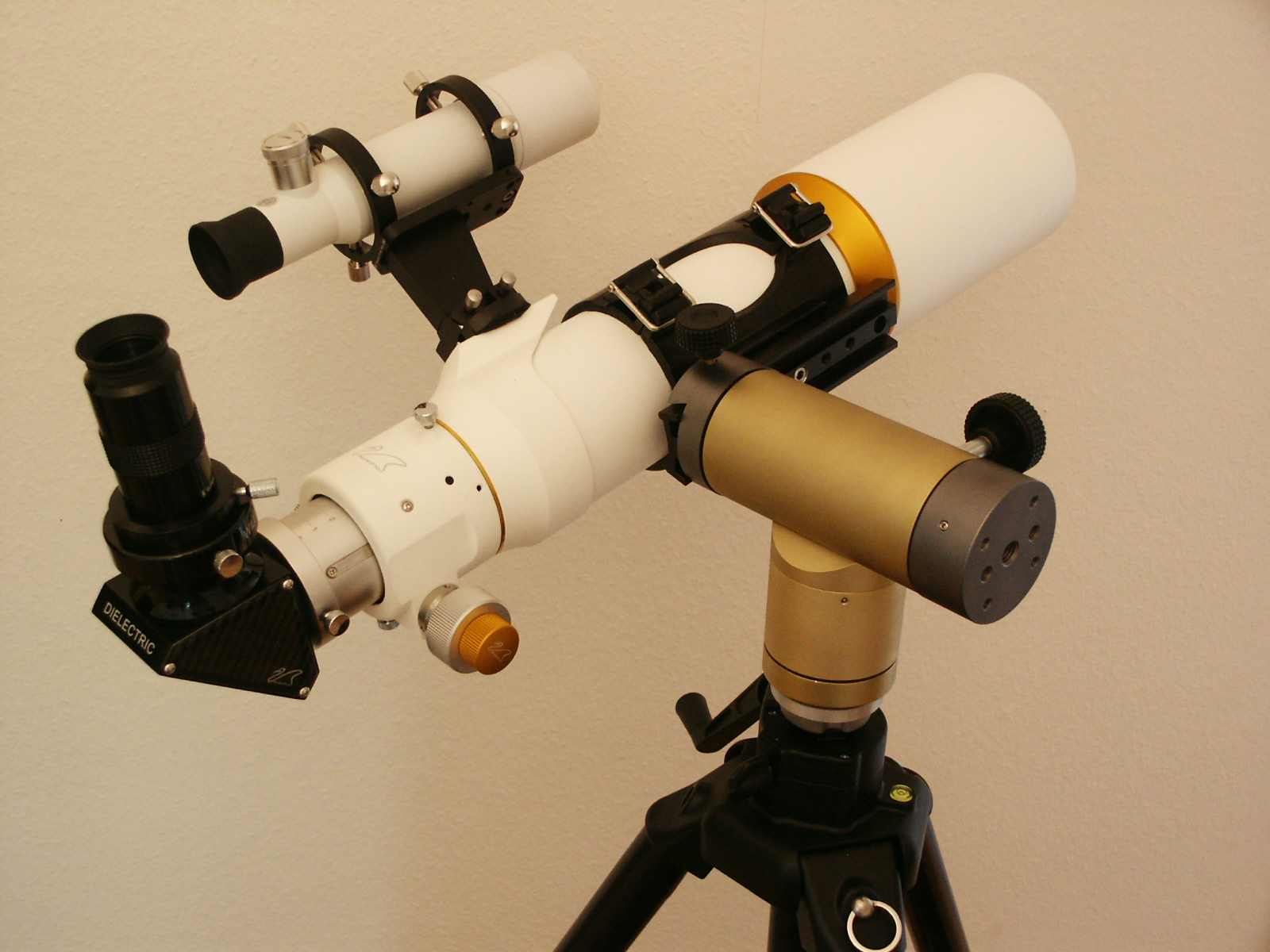
یک تلسکوپ بازتابی با استقرار سمت-ارتفاعی

استقرار سمت-ارتفاعی (به انگلیسی: Altazimuth mount) نوعی روش سادهٔ استقرار حول دو محور عمود بر هم است. از این دو محور یکی افقی و دیگری عمودی است. چرخش ابزار حول محور عمودی سمت نشانه‌گیری ابزار را تغییر می‌دهد. چرخش حول محور افقی ارتفاع نشانه‌گیری را تعیین می‌کند. این روش استقرار برای تلسکوپ، انواع دوربین‌ها، آنتن‌های رادیویی، صفحات خورشیدی، خورپا و سلاح‌های نظامی استفاده می‌شود.
روش سمت-ارتفاعی ساده‌ترین و ارزانترین روش برای استقرار تلسکوپ‌ها است.
این استقرار به علت پیچیدگی مکانیکی کمتر نسبت به استقرار استوایی و آسان بودن کنترل نرم‌افزاری، برای ساخت مقرهای ردیاب مناسب تر است و معمولاً برای ساخت تلسکوپ‌های غولپیکر تحقیقاتی، به علت هزینهٔ بالای تولید استقرار استوایی مناسب، از استقرار سمت-ارتفاعی استفاده می‌شود. به این منظور باید از یک موتور برای حرکت در هر یک از بُعدها استفاده کرد، در حالی که در استقرار استوایی فقط نیاز به یک موتور می‌باشد.
برای عکاسی نجومی با مقرهای سمت-ارتفاعی علاوه بر دو موتور برای ردیابی موقعیت مورد نظر، باید از یک موتور دیگر برای چرخاندن دوربین حول مرکز میدان دید استفاده کرد.